# Aloe vallaris
Aloe vallaris là một loài thực vật có hoa trong họ Măng tây. Loài này được L.C.Leach mô tả khoa học đầu tiên năm 1974.